# ヨハン・ティティウス

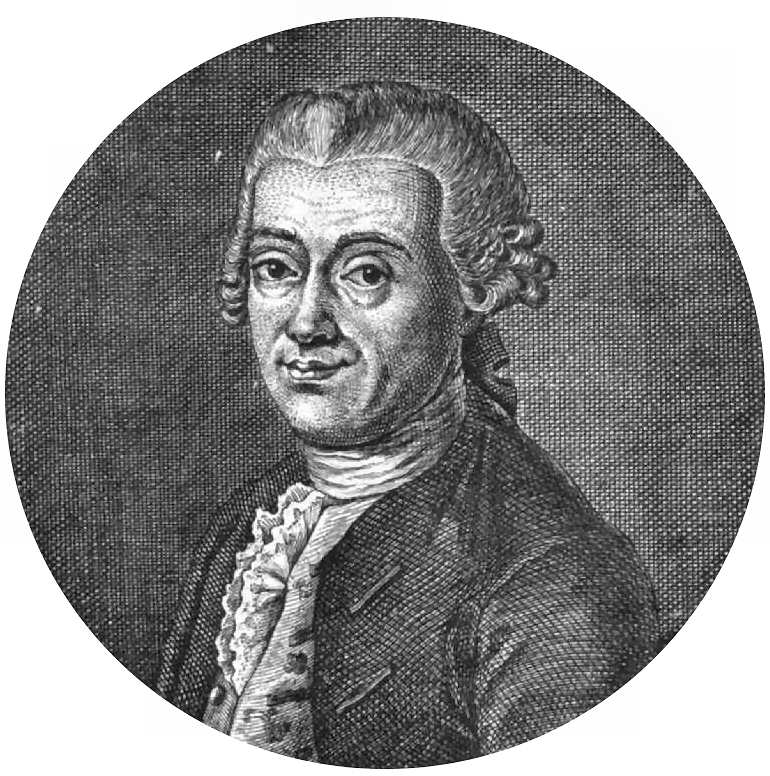
Johann Daniel Titius

ヨハン・ダニエル・ティティウス（Johann Daniel Titius、ティティウスはラテン名で本名はTietz 1729年1月2日 - 1796年12月11日）は、ドイツの天文学者・物理学者・生物学者。太陽系の惑星の太陽からの距離は簡単な数列で表せるというティティウス・ボーデの法則で知られる。
西プロイセンのコニッツ（現在のポーランド領ホイニツェ）に生まれた。父親の早逝により、ダンツィヒで大学教授を務めていた叔父によって教育を受けた。ライプツィヒ大学で学び、同大学で講師となった後1756年からヴィッテンベルク大学で数学の教授、後に物理学の教授を務めた。教授職のかたわら多くの翻訳を行った。1766年の訳書、シャルル・ボネ『自然の思想』第2版の訳注に惑星の太陽からの距離の法則を書き加えた。ティティウス・ボーデの法則は新しい惑星の発見をうながす契機となった。
小惑星(1998)ティティウス、月のティティウスクレータはティティウスに因んで命名された。